# CD300LF
CD300LF‏ (CD300 molecule like family member f) هوَ بروتين يُشَفر بواسطة جين CD300LF في الإنسان.